# Setogyroporus verus
Setogyroporus verus är en svampart som beskrevs av Heinem. & Rammeloo 1982. Setogyroporus verus ingår i släktet Setogyroporus och familjen Boletaceae.   Inga underarter finns listade i Catalogue of Life.